# Гнилище
Гнилище — колишнє село в Україні, підпорядковувалося Нижньобишкинській сільській раді Зміївського району Харківської області.
Приєднане до села Нижній Бишкин, дата невідома.
Село знаходилося на лівому березі річки Бишкин за 1 км до впадіння у Сіверський Донець, на протилежному березі — Нижній Бишкин.
В селі народилася співачка і педагог Сантагано-Горчакова Олександра Олександрівна.

## Принагідно
- Мапіо